# أرنولد شولتز
أرنولد شولتز (بالإنجليزية: Arnold Shultz)‏ (و. فبراير 1886 – أبريل 1931 م) هو فنان الشارع، وموسيقي، وعازف كمان ‏، وعازف قيثارة أمريكي، يستخدم آلات قيثارة، وكمان ‏.